# Burak Yılmaz
Burak Yılmaz (Adalia, 15 luglio 1985) è un allenatore di calcio ed ex calciatore turco, di ruolo attaccante, tecnico del Gaziantep.
Ha militato per sedici anni nella nazionale maggiore turca.

## Caratteristiche tecniche
Centravanti carismatico dotato di una buona tecnica e fisicità, possiede nel repertorio balistico anche ottime doti acrobatiche, grazie alla sua esperienza che gli permette in alcune occasioni di giocare anche sulla fascia. Ha un ottimo fiuto del gol ed è in grado di segnare sia di testa che con entrambi i piedi. Abile a segnare in più maniere (punizioni, tiri al volo e scavetti), Yılmaz sa anche essere un buon uomo assist, contribuendo alla manovra della sua squadra aiutando in fase di costruzione.

## Carriera

### Giocatore

#### Club

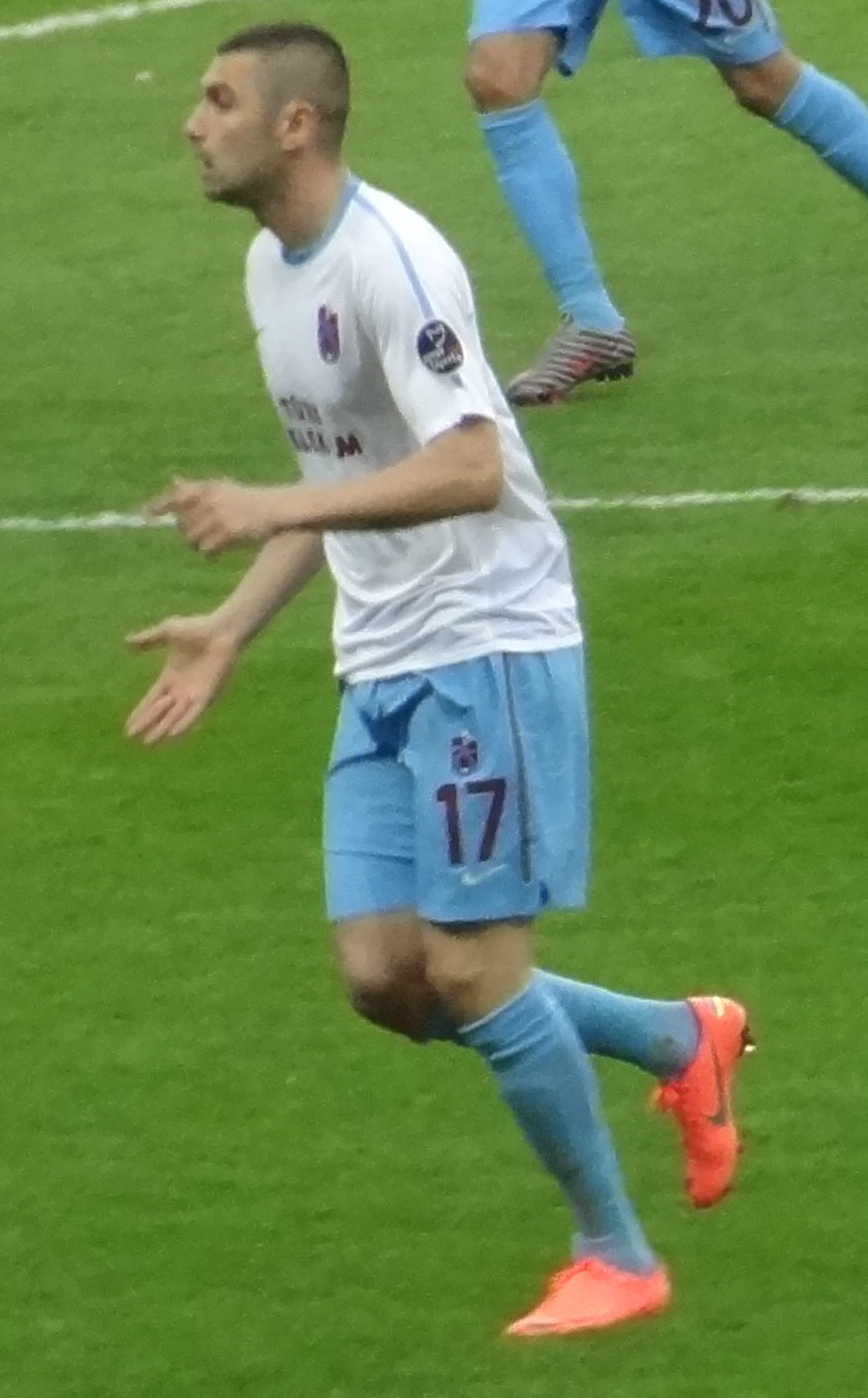
Yılmaz con la maglia del nel 2012.

Inizia la propria carriera professionistica tra le file dell'Antalyaspor, nel ruolo di centrocampista. Il primo gol in gare ufficiali risale alla stagione 2004-2005, in campionato contro il Karşıyaka. Nella stagione 2005-2006, con 9 gol in 24 partite, contribuisce alla promozione della squadra in Süper Lig grazie al secondo posto ottenuto in TFF 1. Lig. In 70 presenze con il club turco segna 17 gol.
Nell'estate del 2006 passa al Beşiktaş. Nella stagione 2006-2007 mette a segno 5 gol in 30 presenze, tuttavia non riesce a ripetersi nella stagione 2007-2008. Nel gennaio 2008 è ceduto al Manisaspor come contropartita in uno scambio con Filip Hološko. Alla sua prima partita segna una tripletta contro il Denizlispor; a fine stagione conta complessivamente 9 gol e 16 presenze.
Il 29 giugno 2008 è ceduto al Fenerbahçe, dove veste la maglia numero 7. Nonostante la fama di giovane promessa che lo aveva contraddistinto durante gli anni al Beşiktaş e al Manisaspor, colleziona solo 6 presenze senza segnare nella stagione 2008-2009.
L'11 luglio 2009 si trasferisce in prestito per un anno all'Eskişehirspor.
Nel febbraio 2010 è ceduto a titolo definitivo al Trabzonspor. Con la nuova maglia recupera le doti di goleador, aiutando la squadra a classificarsi al secondo posto in Süper Lig 2010-2011. Diventa anche il capocannoniere del Trabzonspor con 19 gol in 30 partite. Nella stagione 2011-2012 segna 33 gol in 30 presenze, stabilendo un nuovo record per il club, precedentemente detenuto da Fatih Tekke (31 gol nella stagione 2004-2005).
Il 19 luglio 2012 è ufficializzato il suo passaggio definitivo al Galatasaray per circa 5 milioni di euro. Nella sua prima stagione con i giallorossi di Istanbul segna 8 gol in UEFA Champions League, trascinando il Galatasaray fino ai quarti di finale, in Süper Lig invece il club conquista il suo diciannovesimo titolo con Yılmaz capocannoniere del torneo a quota 24 gol.
La stagione 2013-2014 inizia in modo complicato per il Galatasaray, che è costretto a esonerare Fatih Terim e chiamare al suo posto Roberto Mancini. La stagione si conclude comunque in modo positivo: Yılmaz segna 16 gol in campionato e guida la squadra alla vittoria della Coppa di Turchia.
Nel campionato 2014-2015 Yılmaz realizza 16 gol nonostante alcuni infortuni e il Galatasaray vince il suo ventesimo titolo turco.
Il 16 febbraio 2016 passa al Beijing Guoan, nella Chinese Super League, per 8 milioni di euro. Conclude la stagione con 11 gol in 17 partite. Nella scorcio di stagione seguente realizza 8 gol in 11 presenze.
Il 2 agosto 2017 torna in patria per vestire nuovamente la maglia del Trabzonspor. Con 23 gol segnati in 25 partite è il vice-capocannoniere della Süper Lig 2017-2018. Anche la stagione successiva inizia in modo prolifico: 5 reti in 7 presenze. Nel gennaio 2019 Yılmaz torna a vestire la maglia del Beşiktaş.
Il 1º agosto 2020 approda in Ligue 1, firmando un contratto biennale con il Lilla, andando a rimpiazzare il partente Victor Osimhen. Esordisce alla prima di campionato, il 22 agosto, subentrando nella ripresa della partita pareggiata in casa contro il Rennes (1-1), mentre il primo gol con il Lilla lo mette a segno su calcio di rigore il 25 settembre, nella sfida di campionato vinta in casa per 2-0 contro il Nantes. Con 16 gol e 5 assist contribuisce alla scalata della squadra ai danni del Paris Saint-Germain, fino a vincere il campionato per un solo punto di differenza; nel nuovo secolo nessuno alla sua età era andato oltre i 10 gol stagionali nella massima divisione francese. Terminata la stagione 2021-2022, lascia il Lilla dopo aver totalizzato 67 presenze e 25 reti.
Nel giugno 2022 si trasferisce al Fortuna Sittard.

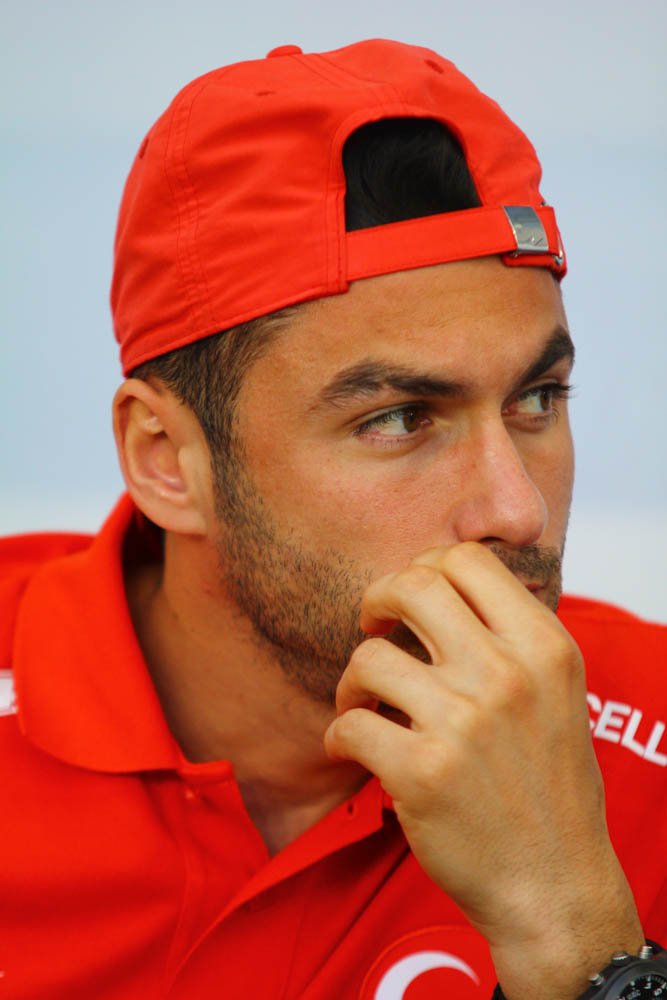
Burak Yılmaz con la nazionale turca nel 2013.

#### Nazionale
Con le nazionali giovanili turche ha totalizzato 54 presenze e messo a segno 4 gol. 
Il 12 aprile 2006 fa il suo esordio nella nazionale turca facendo il suo ingresso al 70º, al posto del collega Selçuk Şahin, in un'amichevole disputata fuori casa, terminata sul punteggio di 1-1 contro l'Azerbaigian. Il 3 giugno 2011 segna il suo primo gol con la maglia della nazionale, durante una partita di qualificazione per il campionato d'Europa 2012 contro il Belgio, gara terminata 1-1.
Convocato per il campionato d'Europa 2016 in Francia, nel corso del torneo segna un gol alla Rep. Ceca. Dopo aver preso parte alle qualificazioni dell'europeo 2020 viene convocato per l'europeo dal CT Güneş, e gioca tutte le tre partite del girone in cui la Turchia non raccoglie nemmeno un punto.
Milita in nazionale fino al marzo 2022, per poi ritirarsi all'indomani della semifinale dei play-off di qualificazione al campionato del mondo 2022 persa per 3-1 contro il Portogallo, in cui lui ha segnato il goal dei turchi e sbagliato un rigore che avrebbe portato la gara sul 2-2 qualora lo avesse segnato.
È secondo nella classifica dei marcatori della nazionale turca di tutti i tempi, dietro al primatista Hakan Şükür.

### Allenatore

#### Gli inizi, Beşiktaş
Il 1º luglio 2023, dopo aver concluso la carriera da giocatore, Yılmaz viene ingaggiato come collaboratore tecnico del Beşiktaş.
L'8 ottobre 2023 va in panchina come allenatore nella partita di campionato vinta 2-0 contro l'İstanbulspor e, il successivo 10 ottobre viene nominato allenatore ad interim in seguito alle dimissioni di Şenol Güneş. Un mese dopo, in seguito alla sconfitta casalinga per 2-1 contro i norvegesi del Bodø/Glimt e la matematica eliminazione dai gironi di Conference League, il club annuncia che Yılmaz ha rassegnato le proprie dimissioni.

#### Kayserispor, Kasimpasa e Gaziantep
Il 27 gennaio 2024 viene annunciato come nuovo allenatore del Kayserispor. Guida la squadra al 14º posto finale, che vale la salvezza e la riconferma per la stagione seguente sulla panchina giallorossa; dopo la sconfitta contro il Beşiktaş, il 30 settembre 2024 si dimette dall'incarico.
Il 28 gennaio 2025 viene ingaggiato dal Kasımpaşa.
Il 19 agosto successivo viene invece ufficializzato sulla panchina del Gaziantep.

## Statistiche

### Presenze e reti nei club
| Stagione             | Squadra              | Campionato           | Campionato | Campionato | Coppe nazionali | Coppe nazionali | Coppe nazionali | Coppe continentali | Coppe continentali | Coppe continentali | Altre coppe | Altre coppe | Altre coppe | Totale | Totale |
| Stagione             | Squadra              | Comp                 | Pres       | Reti       | Comp            | Pres            | Reti            | Comp               | Pres               | Reti               | Comp        | Pres        | Reti        | Pres   | Reti   |
| -------------------- | -------------------- | -------------------- | ---------- | ---------- | --------------- | --------------- | --------------- | ------------------ | ------------------ | ------------------ | ----------- | ----------- | ----------- | ------ | ------ |
| 2002-2003            | Antalyaspor          | 1. Lig               | 4          | 0          | CT              | 0               | 0               | -                  | -                  | -                  | -           | -           | -           | 4      | 0      |
| 2003-2004            | Antalyaspor          | 1. Lig               | 13         | 0          | CT              | 1               | 0               | -                  | -                  | -                  | -           | -           | -           | 14     | 0      |
| 2004-2005            | Antalyaspor          | 1. Lig               | 29         | 8          | CT              | 2               | 1               | -                  | -                  | -                  | -           | -           | -           | 31     | 9      |
| 2005-2006            | Antalyaspor          | 1. Lig               | 24         | 9          | CT              | 0               | 0               | -                  | -                  | -                  | -           | -           | -           | 24     | 9      |
| Totale Antalyaspor   | Totale Antalyaspor   | Totale Antalyaspor   | 70         | 17         |                 | 3               | 1               |                    | -                  | -                  |             | -           | -           | 73     | 18     |
| 2006-2007            | Beşiktaş             | SL                   | 30         | 5          | CT              | 7               | 1               | CU                 | 6                  | 0                  | ST          | 0           | 0           | 43     | 6      |
| 2007-gen. 2008       | Beşiktaş             | SL                   | 9          | 1          | CT              | 1               | 0               | UCL                | 2                  | 0                  | ST          | 0           | 0           | 12     | 1      |
| gen.-giu. 2008       | Manisaspor           | SL                   | 16         | 9          | CT              | 2               | 0               | -                  | -                  | -                  | -           | -           | -           | 18     | 9      |
| 2008-2009            | Fenerbahçe           | SL                   | 6          | 0          | CT              | 3               | 0               | UCL                | 7                  | 0                  | -           | -           | -           | 16     | 0      |
| 2009-gen. 2010       | Eskişehirspor        | SL                   | 14         | 1          | CT              | 3               | 1               | -                  | -                  | -                  | -           | -           | -           | 17     | 2      |
| gen.-giu. 2010       | Trabzonspor          | SL                   | 11         | 3          | CT              | 3               | 0               | -                  | -                  | -                  | -           | -           | -           | 14     | 3      |
| 2010-2011            | Trabzonspor          | SL                   | 30         | 19         | CT              | 3               | 1               | UEL                | 2                  | 0                  | ST          | 1           | 0           | 36     | 20     |
| 2011-2012            | Trabzonspor          | SL                   | 34         | 33         | CT              | 1               | 1               | UCL+UEL            | 5+3                | 0+1                |             | -           | -           | 43     | 35     |
| 2012-2013            | Galatasaray          | SL                   | 30         | 24         | CT              | 0               | 0               | UCL                | 9                  | 8                  | ST          | 0           | 0           | 39     | 32     |
| 2013-2014            | Galatasaray          | SL                   | 32         | 16         | CT              | 6               | 2               | UCL                | 6                  | 0                  | ST          | 0           | 0           | 44     | 18     |
| 2014-2015            | Galatasaray          | SL                   | 28         | 16         | CT              | 2               | 4               | UCL                | 6                  | 2                  | ST          | 1           | 0           | 37     | 22     |
| 2015-feb. 2016       | Galatasaray          | SL                   | 15         | 9          | CT              | 1               | 1               | UCL                | 4                  | 0                  | ST          | 1           | 0           | 21     | 10     |
| Totale Galatasaray   | Totale Galatasaray   | Totale Galatasaray   | 105        | 65         |                 | 9               | 7               |                    | 25                 | 10                 |             | 2           | 0           | 141    | 82     |
| 2016                 | Beijing Guoan        | CSL                  | 17         | 11         | CdC             | 3               | 0               | -                  | -                  | -                  | -           | -           | -           | 20     | 11     |
| 2017                 | Beijing Guoan        | CSL                  | 11         | 8          | CdC             | 0               | 0               | -                  | -                  | -                  | -           | -           | -           | 11     | 8      |
| Totale Beijing Guoan | Totale Beijing Guoan | Totale Beijing Guoan | 28         | 19         |                 | 3               | 0               |                    | -                  | -                  |             | -           | -           | 31     | 19     |
| 2017-2018            | Trabzonspor          | SL                   | 25         | 23         | CT              | 0               | 0               | -                  | -                  | -                  | -           | -           | -           | 25     | 23     |
| 2018-gen. 2019       | Trabzonspor          | SL                   | 7          | 5          | CT              | 0               | 0               | -                  | -                  | -                  | -           | -           | -           | 7      | 5      |
| Totale Trabzonspor   | Totale Trabzonspor   | Totale Trabzonspor   | 107        | 83         |                 | 7               | 2               |                    | 10                 | 1                  |             | 1           | 0           | 125    | 86     |
| gen.-giu. 2019       | Beşiktaş             | SL                   | 15         | 11         | CT              | 0               | 0               | -                  | -                  | -                  | -           | -           | -           | 15     | 11     |
| 2019-2020            | Beşiktaş             | SL                   | 25         | 13         | CT              | 1               | 1               | UEL                | 0                  | 0                  | -           | -           | -           | 26     | 14     |
| Totale Beşiktaş      | Totale Beşiktaş      | Totale Beşiktaş      | 79         | 30         |                 | 9               | 2               |                    | 8                  | 0                  |             | -           | -           | 96     | 32     |
| 2020-2021            | Lilla                | L1                   | 28         | 16         | CF              | 1               | 0               | UEL                | 4                  | 2                  | -           | -           | -           | 33     | 18     |
| 2021-2022            | Lilla                | L1                   | 25         | 4          | CF              | 1               | 0               | UCL                | 7                  | 3                  | SF          | 1           | 0           | 34     | 7      |
| Totale Lilla         | Totale Lilla         | Totale Lilla         | 53         | 20         |                 | 2               | 0               |                    | 11                 | 5                  |             | 1           | 0           | 67     | 25     |
| 2022-2023            | Fortuna Sittard      | ED                   | 21         | 9          | CO              | 1               | 0               |                    | -                  | -                  | -           | -           | -           | 22     | 9      |
| Totale carriera      | Totale carriera      | Totale carriera      | 499        | 253        |                 | 42              | 13              |                    | 61                 | 16                 |             | 4           | 0           | 606    | 282    |

### Cronologia presenze e reti in nazionale
| Cronologia completa delle presenze e delle reti in nazionale ― Turchia | Cronologia completa delle presenze e delle reti in nazionale ― Turchia | Cronologia completa delle presenze e delle reti in nazionale ― Turchia | Cronologia completa delle presenze e delle reti in nazionale ― Turchia | Cronologia completa delle presenze e delle reti in nazionale ― Turchia | Cronologia completa delle presenze e delle reti in nazionale ― Turchia | Cronologia completa delle presenze e delle reti in nazionale ― Turchia | Cronologia completa delle presenze e delle reti in nazionale ― Turchia |
| Data                                                                   | Città                                                                  | In casa                                                                | Risultato                                                              | Ospiti                                                                 | Competizione                                                           | Reti                                                                   | Note                                                                   |
| ---------------------------------------------------------------------- | ---------------------------------------------------------------------- | ---------------------------------------------------------------------- | ---------------------------------------------------------------------- | ---------------------------------------------------------------------- | ---------------------------------------------------------------------- | ---------------------------------------------------------------------- | ---------------------------------------------------------------------- |
| 12-4-2006                                                              | Baku                                                                   | Azerbaigian                                                            | 1 – 1                                                                  | Turchia                                                                | Amichevole                                                             | -                                                                      | 70’                                                                    |
| 24-5-2006                                                              | Bruxelles                                                              | Belgio                                                                 | 3 – 3                                                                  | Turchia                                                                | Amichevole                                                             | -                                                                      | 46’                                                                    |
| 28-5-2006                                                              | Amburgo                                                                | Turchia                                                                | 1 – 1                                                                  | Estonia                                                                | Amichevole                                                             | -                                                                      | 46’                                                                    |
| 4-6-2006                                                               | Skopje                                                                 | Macedonia                                                              | 1 – 0                                                                  | Turchia                                                                | Amichevole                                                             | -                                                                      | 86’                                                                    |
| 17-11-2010                                                             | Amsterdam                                                              | Paesi Bassi                                                            | 1 – 0                                                                  | Turchia                                                                | Amichevole                                                             | -                                                                      | 62’                                                                    |
| 9-2-2011                                                               | Trebisonda                                                             | Turchia                                                                | 0 – 0                                                                  | Corea del Sud                                                          | Amichevole                                                             | -                                                                      | 60’ 71’                                                                |
| 29-3-2011                                                              | Istanbul                                                               | Turchia                                                                | 2 – 0                                                                  | Austria                                                                | Qual. Euro 2012                                                        | -                                                                      | 72’                                                                    |
| 3-6-2011                                                               | Bruxelles                                                              | Belgio                                                                 | 1 – 1                                                                  | Turchia                                                                | Qual. Euro 2012                                                        | 1                                                                      | 76’                                                                    |
| 10-8-2011                                                              | Istanbul                                                               | Turchia                                                                | 3 – 0                                                                  | Estonia                                                                | Amichevole                                                             | -                                                                      | 71’                                                                    |
| 2-9-2011                                                               | Istanbul                                                               | Turchia                                                                | 2 – 1                                                                  | Kazakistan                                                             | Qual. Euro 2012                                                        | 1                                                                      |                                                                        |
| 6-9-2011                                                               | Vienna                                                                 | Austria                                                                | 0 – 0                                                                  | Turchia                                                                | Qual. Euro 2012                                                        | -                                                                      | 77’ 90’                                                                |
| 7-10-2011                                                              | Istanbul                                                               | Turchia                                                                | 1 – 3                                                                  | Germania                                                               | Qual. Euro 2012                                                        | -                                                                      |                                                                        |
| 11-10-2011                                                             | Istanbul                                                               | Turchia                                                                | 1 – 0                                                                  | Azerbaigian                                                            | Qual. Euro 2012                                                        | 1                                                                      | 87’                                                                    |
| 11-11-2011                                                             | Istanbul                                                               | Turchia                                                                | 0 – 3                                                                  | Croazia                                                                | Qual. Euro 2012                                                        | -                                                                      | 81’                                                                    |
| 29-2-2012                                                              | Bursa                                                                  | Turchia                                                                | 1 – 2                                                                  | Slovacchia                                                             | Amichevole                                                             | -                                                                      | 57’                                                                    |
| 26-5-2012                                                              | Wals-Siezenheim                                                        | Finlandia                                                              | 3 – 2                                                                  | Turchia                                                                | Amichevole                                                             | 2                                                                      |                                                                        |
| 29-5-2012                                                              | Wals-Siezenheim                                                        | Bulgaria                                                               | 0 – 2                                                                  | Turchia                                                                | Amichevole                                                             | 1                                                                      | 78’                                                                    |
| 2-6-2012                                                               | Lisbona                                                                | Portogallo                                                             | 1 – 3                                                                  | Turchia                                                                | Amichevole                                                             | -                                                                      | 39’ 61’                                                                |
| 15-8-2012                                                              | Vienna                                                                 | Austria                                                                | 2 – 0                                                                  | Turchia                                                                | Amichevole                                                             | -                                                                      | 46’                                                                    |
| 7-9-2012                                                               | Amsterdam                                                              | Paesi Bassi                                                            | 2 – 0                                                                  | Turchia                                                                | Qual. Mondiali 2014                                                    | -                                                                      | 69’                                                                    |
| 11-9-2012                                                              | Istanbul                                                               | Turchia                                                                | 3 – 0                                                                  | Estonia                                                                | Qual. Mondiali 2014                                                    | -                                                                      |                                                                        |
| 14-11-2012                                                             | Istanbul                                                               | Turchia                                                                | 1 – 1                                                                  | Danimarca                                                              | Amichevole                                                             | -                                                                      | 46’                                                                    |
| 6-2-2013                                                               | Manisa                                                                 | Turchia                                                                | 0 – 2                                                                  | Rep. Ceca                                                              | Amichevole                                                             | -                                                                      | 46’                                                                    |
| 22-3-2013                                                              | Andorra la Vella                                                       | Andorra                                                                | 0 – 2                                                                  | Turchia                                                                | Qual. Mondiali 2014                                                    | 1                                                                      |                                                                        |
| 26-3-2013                                                              | Istanbul                                                               | Turchia                                                                | 1 – 1                                                                  | Ungheria                                                               | Qual. Mondiali 2014                                                    | 1                                                                      | 87’                                                                    |
| 31-5-2013                                                              | Bielefeld                                                              | Turchia                                                                | 0 – 2                                                                  | Slovenia                                                               | Amichevole                                                             | -                                                                      | 60’                                                                    |
| 14-8-2013                                                              | Istanbul                                                               | Turchia                                                                | 2 – 2                                                                  | Ghana                                                                  | Amichevole                                                             | 1                                                                      |                                                                        |
| 6-9-2013                                                               | Kayseri                                                                | Turchia                                                                | 5 – 0                                                                  | Andorra                                                                | Qual. Mondiali 2014                                                    | 1                                                                      | 78’                                                                    |
| 10-9-2013                                                              | Bucarest                                                               | Romania                                                                | 0 – 2                                                                  | Turchia                                                                | Qual. Mondiali 2014                                                    | 1                                                                      | 72’                                                                    |
| 11-10-2013                                                             | Tallinn                                                                | Estonia                                                                | 0 – 2                                                                  | Turchia                                                                | Qual. Mondiali 2014                                                    | 1                                                                      | 80’                                                                    |
| 15-10-2013                                                             | Istanbul                                                               | Turchia                                                                | 0 – 2                                                                  | Paesi Bassi                                                            | Qual. Mondiali 2014                                                    | -                                                                      | 56’                                                                    |
| 15-11-2013                                                             | Adana                                                                  | Turchia                                                                | 2 – 1                                                                  | Irlanda del Nord                                                       | Amichevole                                                             | -                                                                      | 46’                                                                    |
| 19-11-2013                                                             | Mersina                                                                | Turchia                                                                | 2 – 1                                                                  | Bielorussia                                                            | Amichevole                                                             | 1                                                                      | 71’                                                                    |
| 5-3-2014                                                               | Istanbul                                                               | Turchia                                                                | 2 – 1                                                                  | Svezia                                                                 | Amichevole                                                             | -                                                                      | 46’                                                                    |
| 3-9-2014                                                               | Odense                                                                 | Danimarca                                                              | 1 – 2                                                                  | Turchia                                                                | Amichevole                                                             | -                                                                      | 71’                                                                    |
| 9-9-2014                                                               | Reykjavík                                                              | Islanda                                                                | 3 – 0                                                                  | Turchia                                                                | Qual. Euro 2016                                                        | -                                                                      |                                                                        |
| 16-11-2014                                                             | Istanbul                                                               | Turchia                                                                | 3 – 1                                                                  | Kazakistan                                                             | Qual. Euro 2016                                                        | 2                                                                      | 7’                                                                     |
| 28-3-2015                                                              | Amsterdam                                                              | Paesi Bassi                                                            | 1 – 1                                                                  | Turchia                                                                | Qual. Euro 2016                                                        | 1                                                                      | 79’                                                                    |
| 8-6-2015                                                               | Istanbul                                                               | Turchia                                                                | 4 – 0                                                                  | Bulgaria                                                               | Amichevole                                                             | 2                                                                      | 46’                                                                    |
| 12-6-2015                                                              | Almaty                                                                 | Kazakistan                                                             | 0 – 1                                                                  | Turchia                                                                | Qual. Euro 2016                                                        | -                                                                      |                                                                        |
| 3-9-2015                                                               | Konya                                                                  | Turchia                                                                | 1 – 1                                                                  | Lettonia                                                               | Qual. Euro 2016                                                        | -                                                                      | 84’                                                                    |
| 6-9-2015                                                               | Konya                                                                  | Turchia                                                                | 3 – 0                                                                  | Paesi Bassi                                                            | Qual. Euro 2016                                                        | 1                                                                      |                                                                        |
| 29-5-2016                                                              | Adalia                                                                 | Turchia                                                                | 1 – 0                                                                  | Montenegro                                                             | Amichevole                                                             | -                                                                      | 58’                                                                    |
| 5-6-2016                                                               | Lubiana                                                                | Slovenia                                                               | 0 – 1                                                                  | Turchia                                                                | Amichevole                                                             | 1                                                                      |                                                                        |
| 12-6-2016                                                              | Parigi                                                                 | Turchia                                                                | 0 – 1                                                                  | Croazia                                                                | Euro 2016 - 1º turno                                                   | -                                                                      | 65’                                                                    |
| 17-6-2016                                                              | Nizza                                                                  | Spagna                                                                 | 3 – 0                                                                  | Turchia                                                                | Euro 2016 - 1º turno                                                   | -                                                                      |                                                                        |
| 21-6-2016                                                              | Lens                                                                   | Rep. Ceca                                                              | 0 – 2                                                                  | Turchia                                                                | Euro 2016 - 1º turno                                                   | 1                                                                      | 90’                                                                    |
| 12-11-2016                                                             | Antalya                                                                | Turchia                                                                | 2 – 0                                                                  | Kosovo                                                                 | Qual. Mondiali 2018                                                    | 1                                                                      | 44’ 87’                                                                |
| 5-6-2017                                                               | Skopje                                                                 | Macedonia                                                              | 0 – 0                                                                  | Turchia                                                                | Amichevole                                                             | -                                                                      | 79’                                                                    |
| 11-6-2017                                                              | Scutari                                                                | Kosovo                                                                 | 1 – 4                                                                  | Turchia                                                                | Qual. Mondiali 2018                                                    | 1                                                                      | 40’                                                                    |
| 5-9-2017                                                               | Eskişehir                                                              | Turchia                                                                | 1 – 0                                                                  | Croazia                                                                | Qual. Mondiali 2018                                                    | -                                                                      | 82’                                                                    |
| 6-10-2017                                                              | Eskişehir                                                              | Turchia                                                                | 0 – 3                                                                  | Islanda                                                                | Qual. Mondiali 2018                                                    | -                                                                      |                                                                        |
| 22-3-2019                                                              | Scutari                                                                | Albania                                                                | 0 – 2                                                                  | Turchia                                                                | Qual. Euro 2020                                                        | 1                                                                      | 88’                                                                    |
| 25-3-2019                                                              | Eskişehir                                                              | Turchia                                                                | 4 – 0                                                                  | Moldavia                                                               | Qual. Euro 2020                                                        | -                                                                      | cap.                                                                   |
| 8-6-2019                                                               | Konya                                                                  | Turchia                                                                | 2 – 0                                                                  | Francia                                                                | Qual. Euro 2020                                                        | -                                                                      | cap.                                                                   |
| 11-6-2019                                                              | Reykjavík                                                              | Islanda                                                                | 2 – 1                                                                  | Turchia                                                                | Qual. Euro 2020                                                        | -                                                                      | cap. 52’                                                               |
| 11-10-2019                                                             | Istanbul                                                               | Turchia                                                                | 1 – 0                                                                  | Albania                                                                | Qual. Euro 2020                                                        | -                                                                      |                                                                        |
| 14-10-2019                                                             | Saint-Denis                                                            | Francia                                                                | 1 – 1                                                                  | Turchia                                                                | Qual. Euro 2020                                                        | -                                                                      | cap.                                                                   |
| 14-11-2019                                                             | Istanbul                                                               | Turchia                                                                | 0 – 0                                                                  | Islanda                                                                | Qual. Euro 2020                                                        | -                                                                      | cap.                                                                   |
| 3-9-2020                                                               | Sivas                                                                  | Turchia                                                                | 0 – 1                                                                  | Ungheria                                                               | UEFA Nations League 2020-2021 - 1º turno                               | -                                                                      | Cap. 37’                                                               |
| 6-9-2020                                                               | Belgrado                                                               | Serbia                                                                 | 0 – 0                                                                  | Turchia                                                                | UEFA Nations League 2020-2021 - 1º turno                               | -                                                                      | 78’                                                                    |
| 11-10-2020                                                             | Mosca                                                                  | Russia                                                                 | 1 – 1                                                                  | Turchia                                                                | UEFA Nations League 2020-2021 - 1º turno                               | -                                                                      | Cap. 90+2’                                                             |
| 14-10-2020                                                             | Istanbul                                                               | Turchia                                                                | 2 – 2                                                                  | Serbia                                                                 | UEFA Nations League 2020-2021 - 1º turno                               | -                                                                      | cap. 44’, 90+1’                                                        |
| 24-3-2021                                                              | Istanbul                                                               | Turchia                                                                | 4 – 2                                                                  | Paesi Bassi                                                            | Qual. Mondiali 2022                                                    | 3                                                                      | cap. 90’                                                               |
| 27-3-2021                                                              | Malaga                                                                 | Norvegia                                                               | 0 – 3                                                                  | Turchia                                                                | Qual. Mondiali 2022                                                    | -                                                                      | cap. 86’                                                               |
| 30-3-2021                                                              | Istanbul                                                               | Turchia                                                                | 3 – 3                                                                  | Lettonia                                                               | Qual. Mondiali 2022                                                    | 1                                                                      | cap.                                                                   |
| 3-6-2021                                                               | Paderborn                                                              | Turchia                                                                | 2 – 0                                                                  | Moldavia                                                               | Amichevole                                                             | 1                                                                      | cap. 84’                                                               |
| 11-6-2021                                                              | Roma                                                                   | Turchia                                                                | 0 – 3                                                                  | Italia                                                                 | Euro 2020 - 1º turno                                                   | -                                                                      | Cap.                                                                   |
| 16-6-2021                                                              | Baku                                                                   | Turchia                                                                | 0 – 2                                                                  | Galles                                                                 | Euro 2020 - 1º turno                                                   | -                                                                      | Cap. 90+2’                                                             |
| 20-6-2021                                                              | Baku                                                                   | Svizzera                                                               | 3 – 1                                                                  | Turchia                                                                | Euro 2020 - 1º turno                                                   | -                                                                      | Cap.                                                                   |
| 1-9-2021                                                               | Istanbul                                                               | Turchia                                                                | 2 – 2                                                                  | Montenegro                                                             | Qual. Mondiali 2022                                                    | -                                                                      | cap. 90+2’                                                             |
| 7-9-2021                                                               | Amsterdam                                                              | Paesi Bassi                                                            | 6 – 1                                                                  | Turchia                                                                | Qual. Mondiali 2022                                                    | -                                                                      | cap. 65’                                                               |
| 8-10-2021                                                              | Istanbul                                                               | Turchia                                                                | 1 – 1                                                                  | Norvegia                                                               | Qual. Mondiali 2022                                                    | -                                                                      | cap.                                                                   |
| 11-10-2021                                                             | Riga                                                                   | Lettonia                                                               | 1 – 2                                                                  | Turchia                                                                | Qual. Mondiali 2022                                                    | 1                                                                      | cap. 57’                                                               |
| 13-11-2021                                                             | Istanbul                                                               | Turchia                                                                | 6 – 0                                                                  | Gibilterra                                                             | Qual. Mondiali 2022                                                    | -                                                                      | cap. 69’                                                               |
| 16-11-2021                                                             | Podgorica                                                              | Montenegro                                                             | 1 – 2                                                                  | Turchia                                                                | Qual. Mondiali 2022                                                    | -                                                                      | cap.                                                                   |
| 24-3-2022                                                              | Porto                                                                  | Portogallo                                                             | 3 – 1                                                                  | Turchia                                                                | Qual. Mondiali 2022                                                    | 1                                                                      | cap.                                                                   |
| Totale                                                                 |                                                                        | Presenze                                                               | 77                                                                     |                                                                        | Reti (2º posto)                                                        | 31                                                                     |                                                                        |

### Statistiche da allenatore
Statistiche aggiornate al 19 agosto 2025.
| Stagione           | Squadra            | Campionato         | Campionato | Campionato | Campionato | Campionato | Coppe nazionali | Coppe nazionali | Coppe nazionali | Coppe nazionali | Coppe nazionali | Coppe continentali | Coppe continentali | Coppe continentali | Coppe continentali | Coppe continentali | Altre coppe | Altre coppe | Altre coppe | Altre coppe | Altre coppe | Totale | Totale | Totale | Totale | % Vittorie | Piazzamento |
| Stagione           | Squadra            | Comp               | G          | V          | N          | P          | Comp            | G               | V               | N               | P               | Comp               | G                  | V                  | N                  | P                  | Comp        | G           | V           | N           | P           | G      | V      | N      | P      | %          | Piazzamento |
| ------------------ | ------------------ | ------------------ | ---------- | ---------- | ---------- | ---------- | --------------- | --------------- | --------------- | --------------- | --------------- | ------------------ | ------------------ | ------------------ | ------------------ | ------------------ | ----------- | ----------- | ----------- | ----------- | ----------- | ------ | ------ | ------ | ------ | ---------- | ----------- |
| ott.-nov. 2023     | Beşiktaş           | SL                 | 4          | 2          | 0          | 2          | TK              | -               | -               | -               | -               | UECL               | 2                  | 0                  | 0                  | 2                  | -           | -           | -           | -           | -           | 6      | 2      | 0      | 4      | 33,33      | Ad interim  |
| gen.-giu. 2024     | Kayserispor        | SL                 | 15         | 3          | 7          | 5          | TK              | -               | -               | -               | -               | -                  | -                  | -                  | -                  | -                  | -           | -           | -           | -           | -           | 15     | 3      | 7      | 5      | 20,00      | Sub., 14º   |
| lug.-ott. 2024     | Kayserispor        | SL                 | 6          | 0          | 3          | 3          | TK              | -               | -               | -               | -               | -                  | -                  | -                  | -                  | -                  | -           | -           | -           | -           | -           | 6      | 0      | 3      | 3      | &0,00      | Eson.       |
| Totale Kayserispor | Totale Kayserispor | Totale Kayserispor | 21         | 3          | 10         | 8          |                 | -               | -               | -               | -               |                    | -                  | -                  | -                  | -                  |             | -           | -           | -           | -           | 21     | 3      | 10     | 8      | 14,29      |             |
| gen.-giu. 2025     | Kasımpaşa          | SL                 | 16         | 6          | 4          | 6          | TK              | 2               | 0               | 0               | 2               | -                  | -                  | -                  | -                  | -                  | -           | -           | -           | -           | -           | 18     | 6      | 4      | 8      | 33,33      | Sub., 10º   |
| 2025-2026          | Gaziantep          | SL                 | 0          | 0          | 0          | 0          | TK              | 0               | 0               | 0               | 0               | -                  | -                  | -                  | -                  | -                  | -           | -           | -           | -           | -           | 0      | 0      | 0      | 0      | —          | in corso    |
| Totale Carriera    | Totale Carriera    | Totale Carriera    | 41         | 11         | 14         | 16         |                 | 2               | 0               | 0               | 2               |                    | 2                  | 0                  | 0                  | 2                  |             | -           | -           | -           | -           | 45     | 11     | 14     | 20     | 24,44      |             |

## Palmarès

### Club
- Coppa di Turchia: 3

Trabzonspor: 2009-2010
Galatasaray: 2013-2014, 2014-2015
- Supercoppa turca: 4

Trabzonspor: 2010
Galatasaray: 2012, 2013, 2015
- Campionato turco: 2

Galatasaray: 2012-2013, 2014-2015
- Campionato francese: 1

Lilla: 2020-2021
- Supercoppa francese: 1

Lilla: 2021

### Individuale
- Capocannoniere della Süper Lig: 2

2011-2012 (33 gol), 2012-2013 (24 gol)
- Miglior attaccante della Süper Lig: 3

2010-2011, 2011-2012, 2012-2013
- Miglior giocatore della Süper Lig: 1

2012-2013
- Miglior giocatore turco dell'anno: 1

2012